# Clipping.
Clipping (stilisiert als clipping.) ist ein US-amerikanisches experimentelles Hip-Hop-Trio aus Los Angeles. Es besteht aus dem Rapper Daveed Diggs und den beiden Produzenten William Hutson und Jonathan Snipes. Ihr zweites Album Splendor & Misery, das eine afrofuturistische Weltraumgeschichte erzählt, brachte der Gruppe 2017 eine von bislang zwei Nominierungen für den Hugo Award ein.

## Bandgeschichte

### Debüt und Plattenvertrag
Clipping entstand 2009 in Los Angeles als Remixprojekt der Produzenten William Hutson und Jonathan Snipes, die zusammen in der Noiseband Unnecessary Surgery spielten. Während Hutson Theaterwissenschaft und Performancekunst studierte und später mit einer Dissertation zum Thema Experimentalmusik seinen Ph.D. erwarb, wirkte Snipes zudem als Teil des Elektropop-Duos Captain Ahab und Filmkomponist. Ohne kommerzielle Absicht schrieben sie zunächst eigene Beats zwischen Noise und Power Electronics, die sie mit Raps anderer Künstler mischten. Im Frühjahr 2010 stieß der bereits seit Grundschulzeiten mit Hutson befreundete Daveed Diggs als Rapper hinzu. Im Februar 2013 veröffentlichten die drei via Bandcamp ihr erstes Mixtape midcity, welches ihnen eine Ehrung als „Band der Woche“ durch den britischen Guardian einbrachte. Darüber hinaus erregte es die Aufmerksamkeit von Sub Pop, wo Diggs, Hutson und Snipes nur drei Monate später ihren ersten gemeinsamen Plattenvertrag abschlossen.

### CLPPNGundWriggle
Das erste vollwertige Studioalbum der Band erschien unter dem Titel CLPPNG im Juni 2014 beim früheren Grunge-Label Sup Pop. Während die Band für ihr Mixtape noch einige verwirrte Reaktionen geerntet hatte, versuchten sie auf ihrem Label-Debüt traditionellere Beats zu produzieren und genretypische Stile zu adaptieren. Das Album, welches als Closer eine John-Cage-Coverversion enthält, erhielt überwiegend positive Kritiken und erreichte Platz 46 der Top R&B/Hip-Hop Albums.
Für ihre nächste Veröffentlichung, die Sechs-Track-EP Wriggle, ließen sich Clipping zwei Jahre Zeit. Neben dem Titellied, das die britische Band Whitehouse sampelt, sorgte vor allem der Track Shooter für Aufsehen. Für dessen Aufnahme feuerten die Bandmitglieder insgesamt 15 verschiedene Schusswaffen ab, die sie vom Vater eines Freundes geliehen hatten, und spannen um den unkonventionellen Drumbeat drei fiktive Geschichten.
Das Musikvideo zeigt Daveed Diggs mit einfacher Choreografie in der Mitte eines Greenscreens stehend, während sich um ihn herum die im Text beschriebenen Handlungsstränge abspielen.
Der studierte Schauspieler Diggs verfolgte nebenher eine Laufbahn am Theater und gewann für seine Rollen als Marquis de Lafayette sowie Thomas Jefferson im Broadway-Musical Hamilton sowohl einen Tony als auch einen Grammy Award.

### Splendor & Misery
Im September 2016 veröffentlichte die Band ihr zweites Studioalbum Splendor & Misery (deutsch etwa „Prunk und Elend“), das großteils auf dem modularen Synthesizer in Snipes Keller entstand und auf Platz 16 der Top R&B/Hip-Hop Albums einstieg. Ungewöhnlich für Hip-Hop ist das Album von einer durchgehenden Handlung geprägt, die von Hutson erdacht und von Diggs in Raptexte verpackt wurde. Das afrofuturistisch-dystopische Konzeptalbum erzählt – ausgehend von einem alternativen Ausgang des Amerikanischen Bürgerkrieges – vom letzten Überlebenden eines Sklavenaufstandes auf einem interstellaren Raumfrachter, in den sich der Bordcomputer verliebt. In einer Umkehrung des Lovecraftschen Kosmizismus beschließt der Protagonist, sich von der ihm bekannten Welt abzuwenden und steuert das große Ungewisse an. Das von Hutson gestaltete Albumcover zeigt einen unbeschuhten Sklaven im Raumanzug und fungiert als Anspielung auf die durch Jacob Lawrence bekannt gemachte Darstellung davongelaufener Sklaven in den amerikanischen Medien des 20. Jahrhunderts.
Dieses außergewöhnliche Projekt bescherte Clipping 2017 eine Nominierung für den Hugo Award in der Kategorie „Best Dramatic Presentation (Short Form)“. Damit war Splendor & Misery das erste Musikalbum seit Paul Kantners Blows Against the Empire im Jahr 1971, das für den prestigeträchtigen Science-Fiction-Preis nominiert wurde. Am Ende konnte es sich jedoch nicht gegen die Konkurrenz – darunter Fernsehserien wie Game of Thrones und Doctor Who – durchsetzen.
Gegen Ende des Präsidentschaftswahlkampfes 2016 steuerte das Trio den Diss-Track Fat Fingers zum Anti-Trump-Playlist-Projekt 30 Days, 30 Songs bei. Das Musikvideo enthält einen Mitschnitt eines Mannes, der den Stern des zukünftigen Präsidenten auf dem Hollywood Walk of Fame mit einem Pickel zertrümmert.

### The DeepundFace
Im August 2017 produzierten Clipping für Episode #623 We Are the Future der Hörfunksendung This American Life den Song The Deep, der an den Afrofuturismus von Splendor & Misery anknüpft. Der fünfeinhalbminütige Track erzählt die Geschichte einer Gruppe von Sklavenabkömmlingen, die in den Tiefen des Atlantischen Ozeans lebt und sich gegen die Ölindustrie zu verteidigen versucht. Die Band wurde in derselben Kategorie erneut von den Hugo Awards berücksichtigt, musste sich aber wieder geschlagen geben.
Clippings neueste EP Face erschien im Mai 2018 zum Download auf ihrer Bandcamp-Seite.

## Stil
Im Gegensatz zu vielen anderen Bands verzichten Clipping auf gemeinsames Proben und verfolgen eine eher akademische Herangehensweise an ihr Werk. Dabei lassen sich die drei Mitglieder von ihren Nebentätigkeiten sowie Vorlieben für Science-Fiction und Avantgarde-Komponisten des 20. Jahrhunderts inspirieren.
Clipping beschreiben ihren Musikstil selbst als „Partymusik für den Club, den man besser nicht besucht hätte“, „das Auto, von dem man nicht mehr weiß, wie man darin gelandet ist“ oder „die Straßen, in denen man sich nicht sicher fühlt“. Die brachialen Geräuschkulissen, die stilistisch dem Noise und kompositorisch der Musique concrète zuordenbar sind, bestehen beispielsweise aus dem Zertrümmern von Betonklötzen, fließendem Wasser, dem Zerknüllen von Bierdosen, rollenden Kugellagern, singenden Thermoskannen oder einem klingelnden Wecker. Die nach laut.de „dekonstruktive“ Rapmusik experimentiert außerdem mit Glitch und Subbässen. Der Guardian urteilte, Clipping würden auf ihrem Erstlings-Mixtape den „Staccato-Noise“ von Death Grips auf das nächste Level bringen und klingen, als versuchten sie, Industrial Metal in eine neue brutale Form zu biegen. Trotz der Noise-Produktion sehen sich Clipping durchaus in der Hip-Hop-Tradition.
Die Experimentierfreudigkeit der Band zeigt sich mitunter auch in den Texten. Auf dem Debütalbum CLPPNG etwa kommt das im Hip-Hop häufigste Wort „I“ (Ich) kein einziges Mal im Text vor. Auf diese Weise wurde mit einem typischen Widerspruch in Raptexten – zwischen Individualität und Authentizität einerseits und der Verwendung generischer Codes andererseits – gespielt. Die Band verglich diese eingeschränkte Schreibtechnik mit den Autoren Georges Perec (La Disparition) und Walter Abish (Alphabetical Africa). Rapper Daveed Diggs orientiert sich stilistisch durchaus am zeitgenössischen Westcoast-Rap und trägt seine Texte oft aggressiv und schnell vor. Die Verse des Liedes Shooter referenzieren den sogenannten Hashtag-Rap.
Daniel Gerhardt von der Zeit sieht im „wunderbar hässlichen“ und kompromisslosen Ansatz der Band zwar „subversive Absichten“, jedoch keine Kriegserklärung an den Status quo, sondern vielmehr die Liebe zum Rap.

## Diskografie
Studioalben
- 2014: CLPPNG (Sub Pop)
- 2016: Splendor & Misery (Sub Pop)
- 2019: There Existed an Addiction to Blood (Sub Pop)
- 2020: Visions of Bodies Being Burned (Sub Pop)
- 2025: Dead Channel Sky (Sub Pop)

Mixtapes
- 2013: Midcity

Singles und EPs
- 2012: Dba118 (EP)
- 2014: Something They Don’t Know
- 2014: Knees on the Ground
- 2016: Wriggle (EP)
- 2016: Fat Fingers
- 2016: Body for the Pile
- 2017: The Deep
- 2018: Face (EP)

Live-Album
- 2020: Double Live (with Christopher Fleeger) (Sub Pop)

## Auszeichnungen und Nominierungen
Hugo Award
- Nominierung 2017
  - Best Dramatic Presentation (Short Form): Splendor & Misery
- Nominierung 2018
  - Best Dramatic Presentation (Short Form): The Deep